# Феодосія (станція)
Феодо́сія (до 1952 — Сариго́ль, до 1907 — Феодо́сія-Порт) — залізнична станція 1-го класу Кримської дирекції Придніпровської залізниці на неелектрифікованій лінії Владиславівка — Феодосія. Розташована в центрі міста, неподалік берегової лінії Феодосії Автономна Республіка Крим, остання станція на лінії, що веде до Феодосійського морського порту. В межах міста знаходиться ще одна залізнична станція — Айвазовська (за 3 км від вокзалу станції Феодосія).

## Історія
Станція відкрита 1892 року під час прокладання відгалуженої дільниці казенної Лозово-Севастопольської залізниці до Феодосії. Розмови про необхідність побудувати дорогу до Феодосійського морського порту порушувалися ще з 1857 року, проте втілення задуму відбулося лише через 35 років.
В перші роки відкриття руху поїзди курсували до сучасної станції Айвазовська (нині — в межах міста Феодосія).

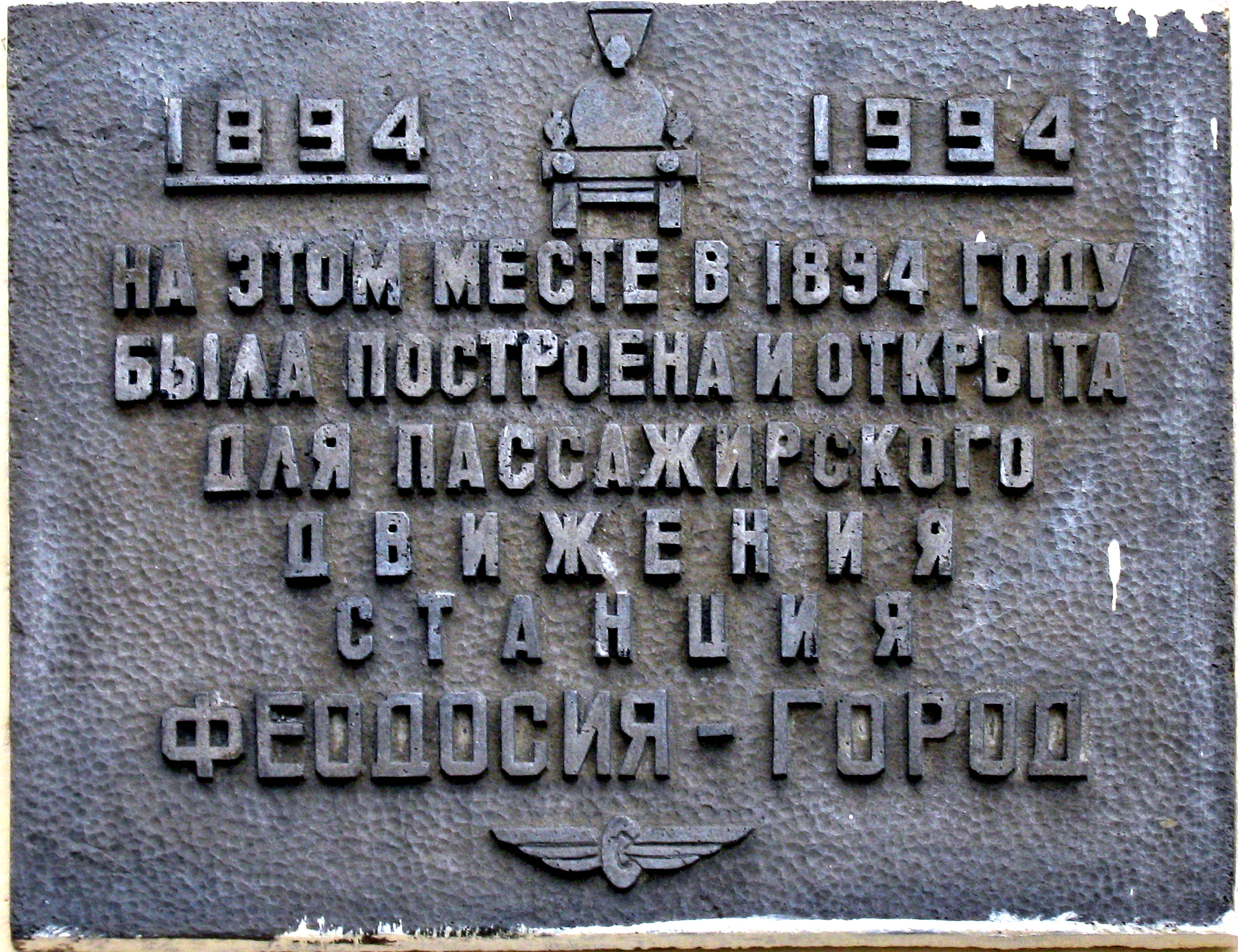
Меморіальна дошка на будівлі вокзалу

У 1894 році побудований вокзал станції Феодосія-Місто, на честь цієї події, до 100-річного ювілею на будівлі вокзалу відкрита меморіальна дошка.
З 1892 по 1907 роки станція мала назву Феодосія-Порт, з 1907 по 1952 роки — Сариголь (крим. Sarı Göl — залізне озеро).
У 1952 році станція отримала назву на честь художника-мариніста Івана Айвазовського, який майже все життя прожив у Феодосії. Депо при цій станції до 1941 року забезпечувало рух на напрямках у бік Джанкоя та Керчі.

## Пасажирське сполучення
На станції Феодосія зупиняються приміські поїзди до станцій Армянськ, Джанкой, Владиславівка, Керч та Анапа (РФ).

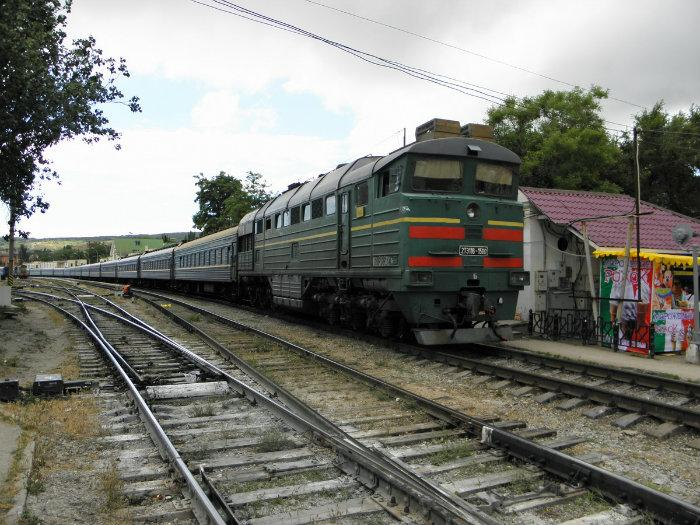
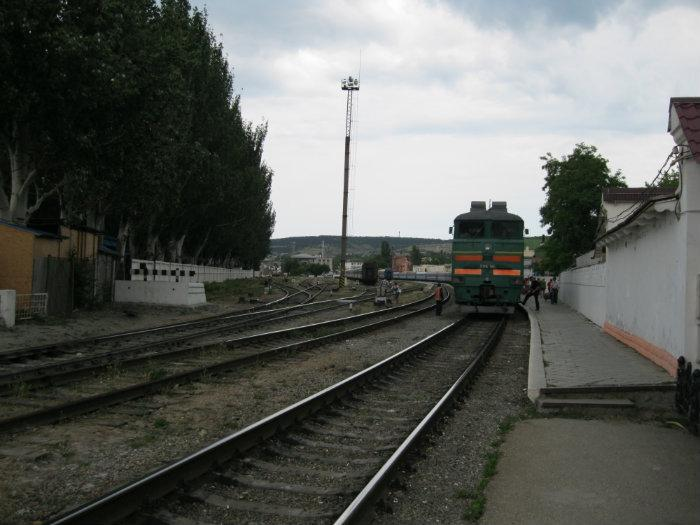
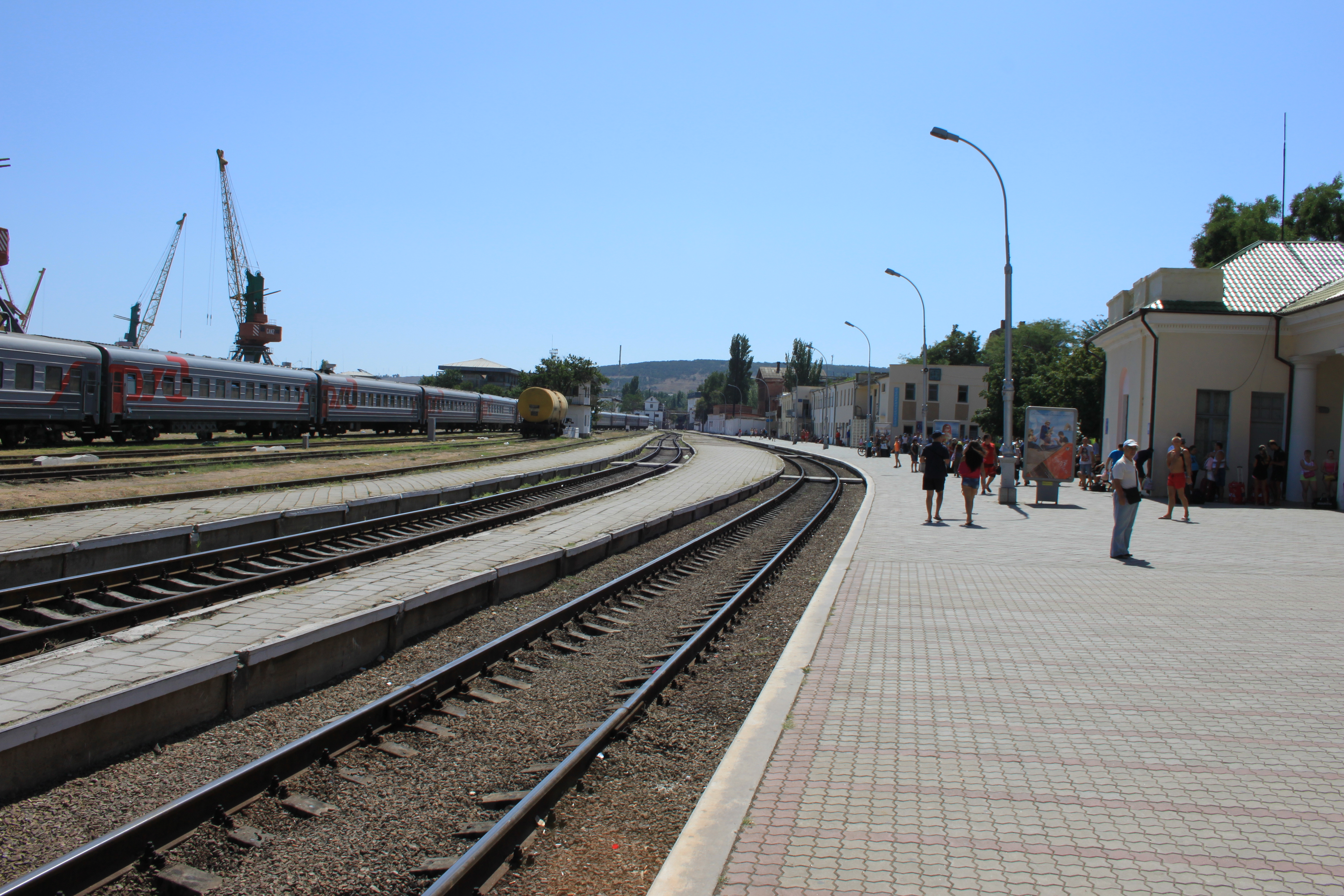
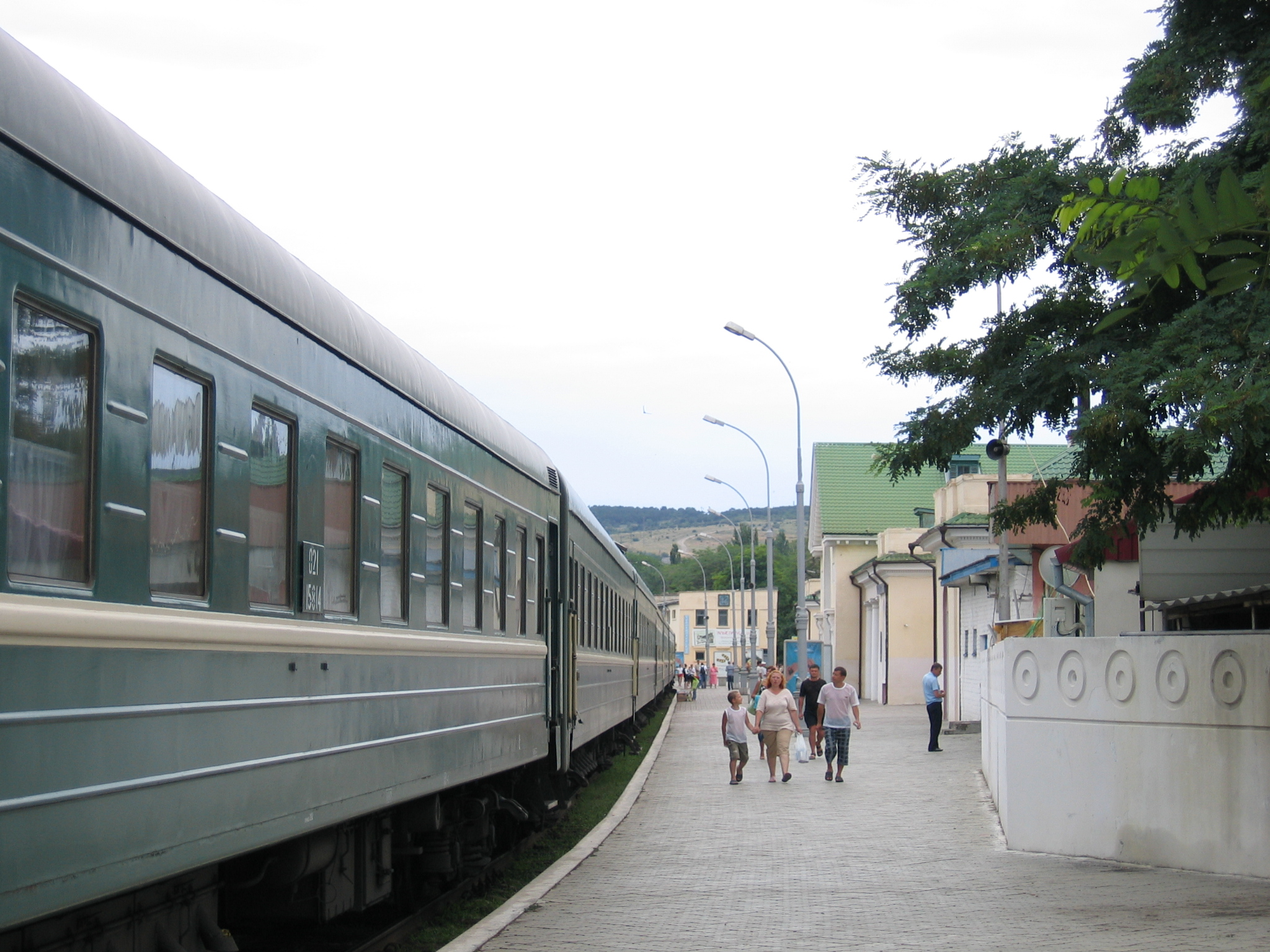

## Галерея

Залізничний вокзал станції Феодосія
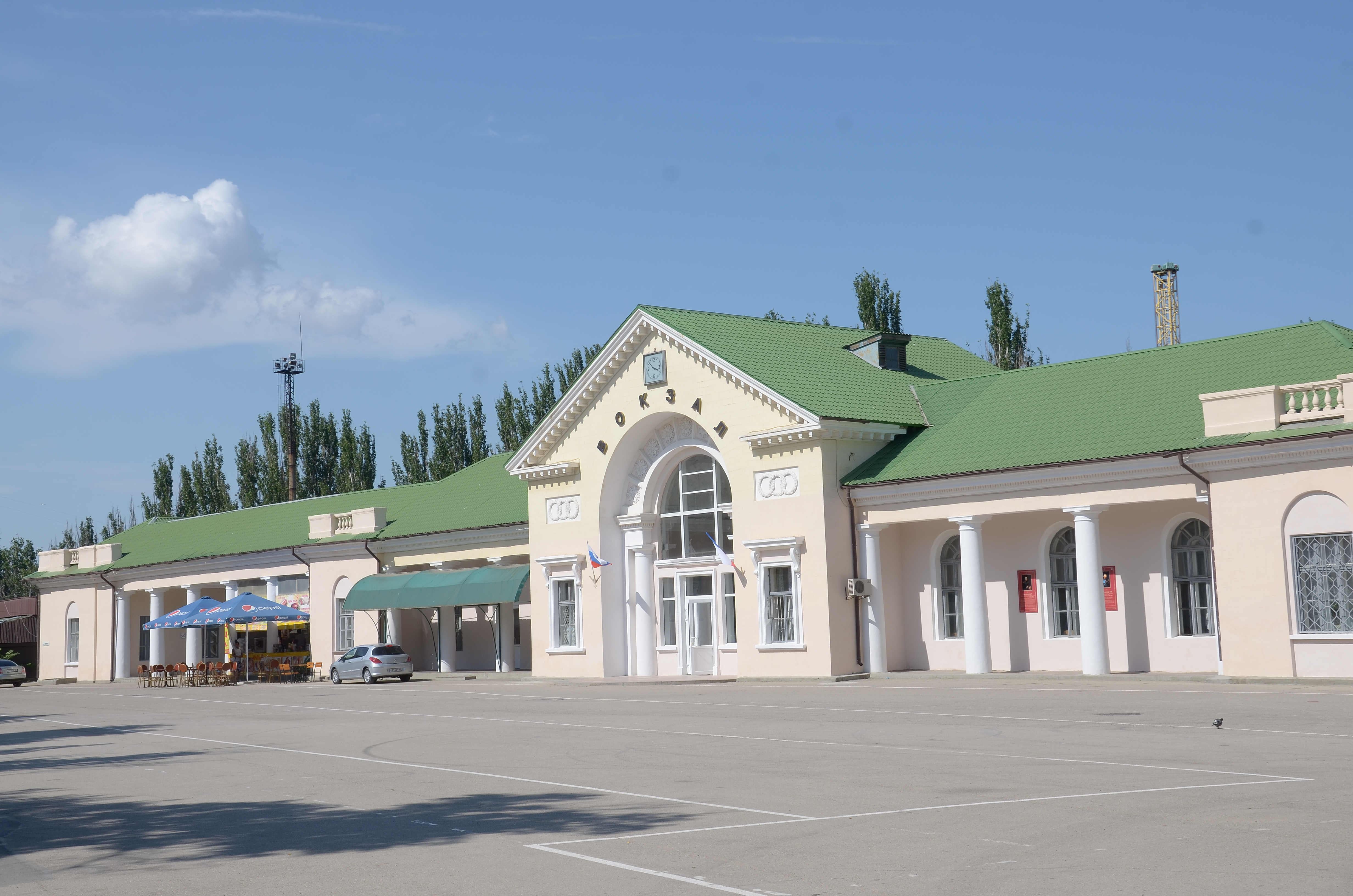
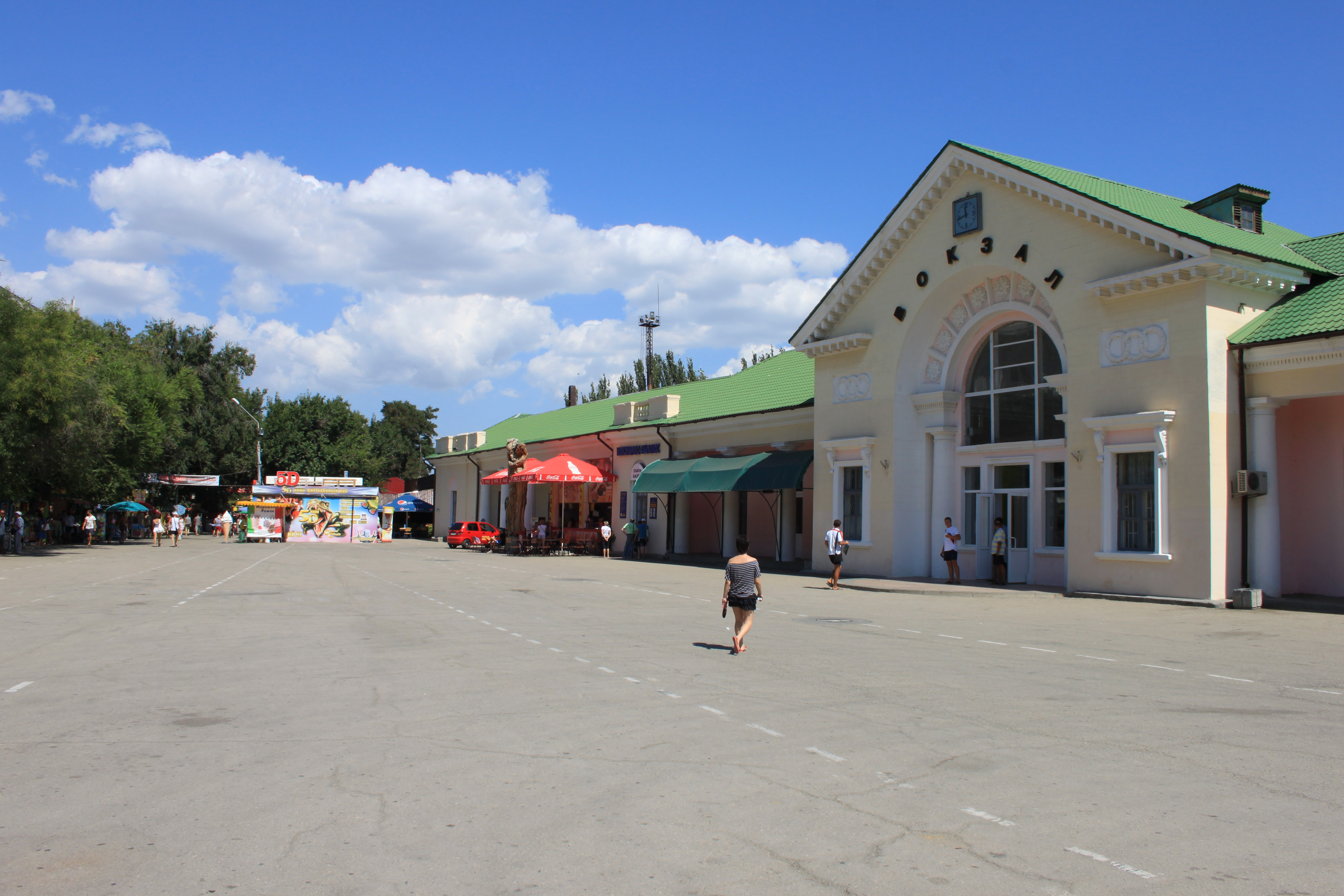
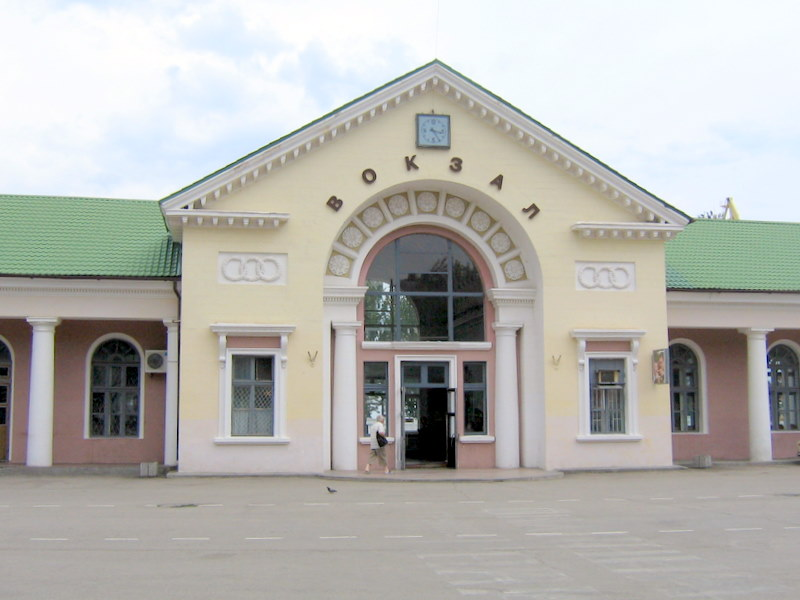
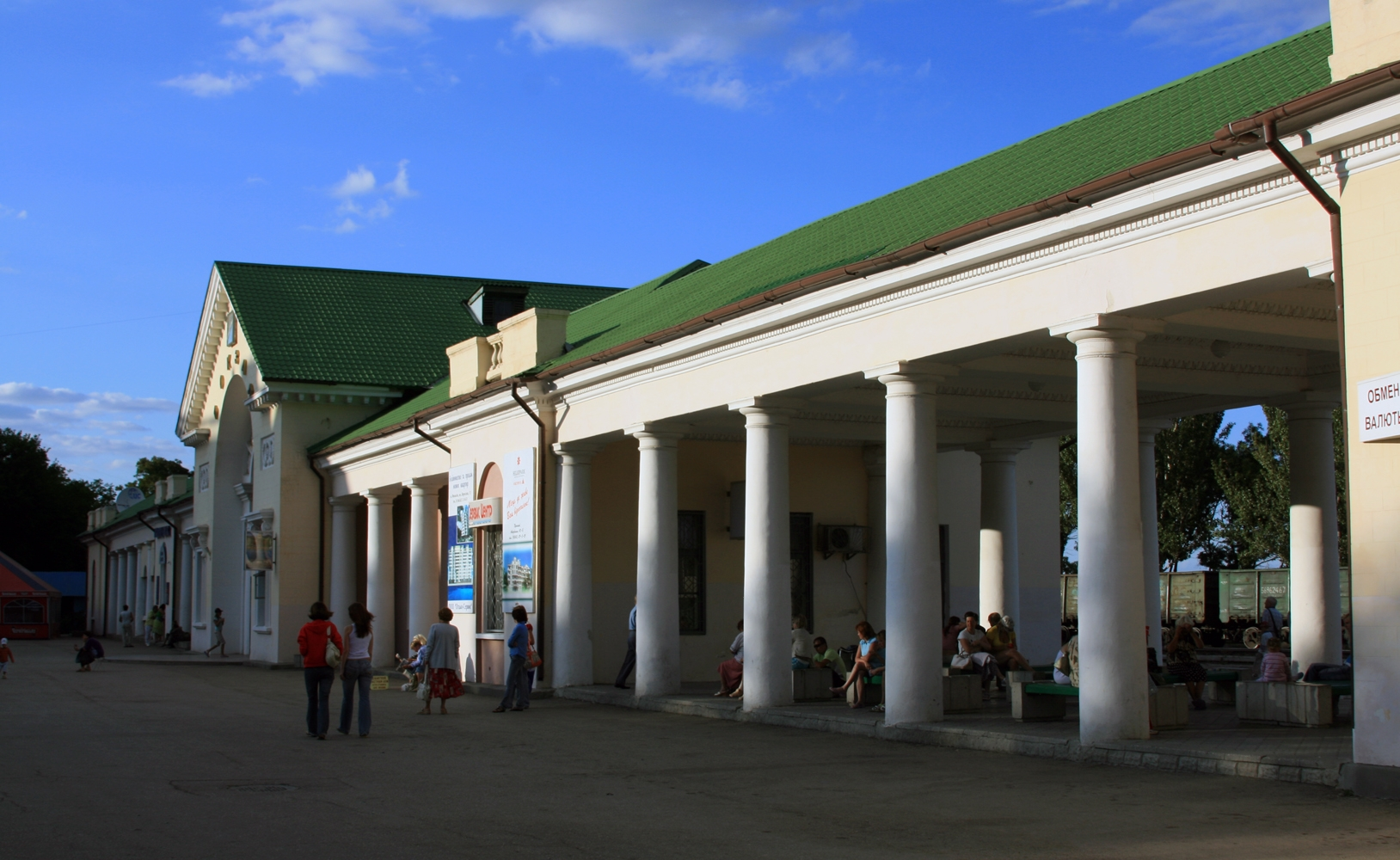